# Giải bóng đá Vô địch U-17 Quốc gia 2024
Giải bóng đá Vô địch U-17 Quốc gia 2024, tên gọi chính thức là Giải bóng đá Vô địch U-17 Quốc gia – Cúp Thái Sơn Nam 2024 vì lý do tài trợ, là mùa giải thứ 20 của Giải bóng đá Vô địch U-17 Quốc gia do Liên đoàn bóng đá Việt Nam (VFF) và tổ chức. Mùa giải này diễn ra theo hai giai đoạn, vòng loại đã diễn ra từ ngày 15 tháng 3 đến ngày 07 tháng 4 năm 2024. Vòng chung kết của giải, gồm 12 đội bóng, được tổ chức tại Bà Rịa - Vũng Tàu từ ngày 11 đến ngày 24 tháng 7 năm 2024. 
Thể Công – Viettel là đương kim vô địch, nhưng đã bị loại ở vòng tứ kết. Hà Nội có lần đầu tiên đoạt chức vô địch U-17 sau khi đánh bại LPBank Hoàng Anh Gia Lai với tỷ số 2–0 trong trận chung kết.

## Vòng loại
Vòng loại diễn ra từ ngày 15 tháng 3 đến ngày 7 tháng 4 năm 2024, với bốn bảng đấu chia theo khu vực địa lý. Các đội bóng ở mỗi bảng thi đấu vòng tròn hai lượt tính điểm, chọn hai đội nhất nhì mỗi bảng và ba đội đứng thứ ba bảng có thành tích tốt nhất tham dự vòng chung kết. 

### Các đội vượt qua vòng loại
| Câu lạc bộ               | Tư cách vượt qua vòng loại | Ngày vượt qua vòng loại |
| ------------------------ | -------------------------- | ----------------------- |
| Bà Rịa – Vũng Tàu        | Chủ nhà/Nhất bảng C        |                         |
| Phù Đổng                 | Nhất bảng D                | 29 tháng 3 năm 2024     |
| Hà Nội                   | Nhất bảng A                | 1 tháng 4 năm 2024      |
| PVF                      | Nhì bảng A                 | 1 tháng 4 năm 2024      |
| Hồng Lĩnh Hà Tĩnh        | Nhất bảng B                | 1 tháng 4 năm 2024      |
| Becamex Bình Dương       | Nhì bảng C                 | 1 tháng 4 năm 2024      |
| Đồng Tháp                | Nhì bảng D                 | 1 tháng 4 năm 2024      |
| Tây Ninh                 | Ba bảng D                  | 1 tháng 4 năm 2024      |
| Sông Lam Nghệ An         | Nhì bảng B                 | 1 tháng 4 năm 2024      |
| Thành phố Hồ Chí Minh    | Ba bảng C                  | 4 tháng 4 năm 2024      |
| Thể Công – Viettel       | Ba bảng A                  | 7 tháng 4 năm 2024      |
| LPBank Hoàng Anh Gia Lai | Ba bảng B                  | 7 tháng 4 năm 2024      |

## Đội hình
Cầu thủ sinh từ ngày 1 tháng 1 năm 2008 đến ngày 31 tháng 12 năm 2009 có đủ điều kiện để tham dự giải đấu. Mỗi đội phải đăng ký một đội hình tối thiểu 18 cầu thủ và tối đa 30 cầu thủ. Trong đó, danh sách phải có tối thiểu 2 thủ môn và tối đa 1 cầu thủ nước ngoài gốc Việt Nam (Quy định mục 7.1).

## Bốc thăm
Lễ bốc thăm chia bảng và xếp lịch thi đấu diễn ra vào lúc 14:30 ngày 25 tháng 6 năm 2024 tại Hội trường Liên đoàn Bóng đá Việt Nam, quận Nam Từ Liêm, Hà Nội.

### Nguyên tắc bốc thăm
1. Đội chủ nhà Bà Rịa – Vũng Tàu mang mã số A1 thi đấu trận khai mạc;
2. Tối đa hai đội xếp thứ nhất tại vòng loại ở cùng bảng tại vòng chung kết;
3. Các đội cùng bảng tại vòng loại không cùng bảng tại vòng chung kết.

### Thứ tự bốc thăm
1. Bốc thăm cho các đội Hà Nội, Hồng Lĩnh Hà Tĩnh, Phù Đổng vào các bảng A, B, C
2. Bốc thăm cho các đội PVF, Thể Công – Viettel vào các nhóm A, B, C sao cho không cùng nhóm với đội Hà Nội (đảm bảo Nguyên tắc 3).
3. Bốc thăm cho các đội Sông Lam Nghệ An, LPBank Hoàng Anh Gia Lai vào các bảng A, B, C sao cho không cùng nhóm với đội Hồng Lĩnh Hà Tĩnh (đảm bảo Nguyên tắc 3).
4. Bốc thăm cho các đội Becamex Bình Dương và Thành phố Hồ Chí Minh vào các bảng B, C sao cho không cùng nhóm với đội Bà Rịa – Vũng Tàu (đảm bảo Nguyên tắc 3).
5. Bốc thăm và/hoặc xếp cho các đội Đồng Tháp, Tây Ninh vào các vị trí trống còn lại.

### Kết quả bốc thăm
(H): Chủ nhà 
| VT | Đội                   |
| -- | --------------------- |
| A1 | Bà Rịa – Vũng Tàu (H) |
| A2 | Sông Lam Nghệ An      |
| A3 | PVF                   |
| A4 | Đồng Tháp             |

| VT | Đội                      |
| -- | ------------------------ |
| B1 | Thành phố Hồ Chí Minh    |
| B2 | LPBank Hoàng Anh Gia Lai |
| B3 | Tây Ninh                 |
| B4 | Hà Nội                   |

| VT | Đội                |
| -- | ------------------ |
| C1 | Becamex Bình Dương |
| C2 | Phù Đổng           |
| C3 | Thể Công – Viettel |
| C4 | Hồng Lĩnh Hà Tĩnh  |

## Vòng bảng
Hai đội đứng đầu mỗi bảng và hai đội đứng thứ ba tốt nhất lọt vào vòng tứ kết.

### Các tiêu chí
Các đội được xếp hạng theo điểm (3 điểm cho 1 trận thắng, 1 điểm cho 1 trận hòa, 0 điểm cho 1 trận thua), và nếu bằng điểm, các tiêu chí sau đây được áp dụng theo thứ tự, để xác định thứ hạng:
1. Điểm trong các trận đối đầu trực tiếp giữa các đội bằng điểm;
2. Hiệu số bàn thắng thua trong các trận đối đầu trực tiếp giữa các đội bằng điểm;
3. Số bàn thắng ghi được trong các trận đối đầu trực tiếp giữa các đội bằng điểm;
4. Nếu có nhiều hơn hai đội bằng điểm, và sau khi áp dụng tất cả các tiêu chí đối đầu ở trên, một nhóm nhỏ các đội vẫn còn bằng điểm nhau, tất cả các tiêu chí đối đầu ở trên được áp dụng lại cho riêng nhóm này;
5. Hiệu số bàn thắng thua trong tất cả các trận đấu bảng;
6. Số bàn thắng ghi được trong tất cả các trận đấu bảng;
7. Sút luân lưu nếu chỉ có hai đội bằng điểm và họ gặp nhau trong trận cuối cùng của bảng;
8. Điểm thẻ phạt (thẻ vàng = –1 điểm, thẻ đỏ gián tiếp (2 thẻ vàng) = –3 điểm, thẻ đỏ trực tiếp = –3 điểm, thẻ vàng và thẻ đỏ trực tiếp = –4 điểm);
9. Bốc thăm.

### Bảng A
| VT | Đội                   | ST | T | H | B | BT | BB | HS | Đ | Giành quyền tham dự     |
| -- | --------------------- | -- | - | - | - | -- | -- | -- | - | ----------------------- |
| 1  | PVF                   | 3  | 3 | 0 | 0 | 7  | 1  | +6 | 9 | Vòng đấu loại trực tiếp |
| 2  | Sông Lam Nghệ An      | 3  | 1 | 0 | 2 | 8  | 8  | 0  | 3 | Vòng đấu loại trực tiếp |
| 3  | Bà Rịa – Vũng Tàu (H) | 3  | 1 | 0 | 2 | 4  | 6  | −2 | 3 |                         |
| 4  | Đồng Tháp             | 3  | 1 | 0 | 2 | 3  | 7  | −4 | 3 |                         |

| Bà Rịa – Vũng Tàu                                                                    | 3–2      | Sông Lam Nghệ An                                                 |
| ------------------------------------------------------------------------------------ | -------- | ---------------------------------------------------------------- |
| - Phạm Minh Quân 3' - Phạm Duy Long 48' - Đậu Quang Hưng 56' - Nguyễn Khánh An 90+1' | Chi tiết | - Hồ Hữu Nhật Sang 30' - Bạch Trọng Dương 51' - Phan Văn Tài 62' |

| PVF                                                | 1–0      | Đồng Tháp                                                                       |
| -------------------------------------------------- | -------- | ------------------------------------------------------------------------------- |
| - Hoàng Trọng Duy Khang 54' - Trần Hoàng Khanh 90' | Chi tiết | - Võ Quốc Trung 6' - Nguyễn Minh Hiển 32' - Đoàn Quốc Huy 56' - Lê Vũ Phong 70' |

| Sông Lam Nghệ An                           | 0–4      | PVF |
| ------------------------------------------ | -------- | --- |
| - Hà Đức Nguyên 66' - Nguyễn Minh Thuỷ 75' | Chi tiết | - Lê Huy Việt Anh 15' - Hoàng Trọng Duy Khang 20', 59' - Nguyễn Văn Bách 57' - Bùi Duy Đăng 82' - Nguyễn Thành Long 90+2' |

| Đồng Tháp | 2–0      | Bà Rịa – Vũng Tàu                       |
| --- | -------- | --------------------------------------- |
| - Võ Quốc Trung 29' - Lê Vũ Phong 32' - Nguyễn Tấn Quí 40' - Nguyễn Võ Phú Cường 30' 42' - Lê Gia Huy 44' - Đoàn Quốc Huy 64' | Chi tiết | - Hoa Xuân Tín 25' - Phạm Minh Quân 29' |

| Bà Rịa – Vũng Tàu                         | 1–2      | PVF                                                                                   |
| ----------------------------------------- | -------- | ------------------------------------------------------------------------------------- |
| - Phạm Duy Long 45' - Trần Tuấn Anh 90+2' | Chi tiết | - Nguyễn Thành Long 6' - Lê Sỹ Bách 69' - Bùi Duy Đăng 81' 81' - Phan Đình Bách 90+5' |

| Sông Lam Nghệ An | 6–1      | Đồng Tháp                                                    |
| --- | -------- | ------------------------------------------------------------ |
| - Hồ Hữu Nhật Sang 14' - Hà Đức Nguyên 29' - Nguyễn Minh Thủy 40' - Trần Đông Thức 42' - Cao Hoàng Đạt 47', 62', 65' | Chi tiết | - Nguyễn Phước Tân 23' - Nguyễn Võ Phú Cường 51' (ph.đ.) 51' |

### Bảng B
| VT | Đội                      | ST | T | H | B | BT | BB | HS | Đ | Giành quyền tham dự     |
| -- | ------------------------ | -- | - | - | - | -- | -- | -- | - | ----------------------- |
| 1  | Hà Nội                   | 3  | 3 | 0 | 0 | 8  | 2  | +6 | 9 | Vòng đấu loại trực tiếp |
| 2  | LPBank Hoàng Anh Gia Lai | 3  | 1 | 1 | 1 | 4  | 3  | +1 | 4 | Vòng đấu loại trực tiếp |
| 3  | Tây Ninh                 | 3  | 1 | 1 | 1 | 6  | 6  | 0  | 4 | Vòng đấu loại trực tiếp |
| 4  | Thành phố Hồ Chí Minh    | 3  | 0 | 0 | 3 | 4  | 11 | −7 | 0 |                         |

| Thành phố Hồ Chí Minh                                                                       | 0–3      | LPBank Hoàng Anh Gia Lai                                                                                       |
| ------------------------------------------------------------------------------------------- | -------- | --- |
| - Nguyễn Minh Quân 3' - Nguyễn Quốc Sử 18' (l.n.) 23' - Nguyễn Thanh Quân 27' - Lê Toàn 85' | Chi tiết | - Dương Quốc Huy 46' - Trần Hoàng Sang 52' - Nguyễn Tiến Dũng 68' - Nguyễn Dương Trí 73' - Võ Trần Minh Vũ 87' |

| Tây Ninh                                                                            | 1–2      | Hà Nội                                          |
| ----------------------------------------------------------------------------------- | -------- | ----------------------------------------------- |
| - Trịnh Hoàng Kha 28' - Đậu Hồng Phong 40' - Phan Đắc Khôi 81' - Bùi Tuấn Anh 90+5' | Chi tiết | - Nguyễn Việt Long 20' - Đặng Công Anh Kiệt 69' |

| LPBank Hoàng Anh Gia Lai                                       | 1–1      | Tây Ninh                                                                           |
| -------------------------------------------------------------- | -------- | ---------------------------------------------------------------------------------- |
| - Trần Gia Bảo 19' 29' - Trần Hoàng Sang 21' - Tô Minh Lộc 32' | Chi tiết | - Hồ Quốc Tân 32' - Đặng Văn Cường 43' - Trần Quốc Thái 62' - Nguyễn Thanh Trí 69' |

| Hà Nội | 4–1      | Thành phố Hồ Chí Minh                                          |
| --- | -------- | -------------------------------------------------------------- |
| - Nguyễn Đức Mạnh 15' 34' - Đặng Công Anh Kiệt 19' - Nguyễn Việt Long 45' - Chu Ngọc Nguyễn Lực 52' 90+15' - Đậu Hồng Phong 90+1' | Chi tiết | - Nguyễn Tấn Phong 66' - Trần Sơn 90+1' - Nguyễn Quốc Sử 90+2' |

| Thành phố Hồ Chí Minh | 3–4      | Tây Ninh |
| --- | -------- | --- |
| - Đào Minh Thuận 5' - Nguyễn Minh Quan 14' - Trần Sơn 18' - Vương Cẩm Toàn 23' - Lê Minh Tuấn 38' - Phạm Nguyễn Tuấn Anh 72' | Chi tiết | - Nguyễn Lê Trọng Phúc 4' - Nguyễn Tấn Phát 22' - Trần Quốc Thái 39', 43' - Nguyễn Thanh Sang 43' - Trần Nguyễn Minh Quân 82' - Dương Quốc Khánh 90+4' |

| LPBank Hoàng Anh Gia Lai | 0–2      | Hà Nội                                   |
| ------------------------ | -------- | ---------------------------------------- |
| - Bạch Văn Thắng 51'     | Chi tiết | - Hà Huy Phúc 44' - Nguyễn Việt Long 70' |

### Bảng C
| VT | Đội                | ST | T | H | B | BT | BB | HS | Đ | Giành quyền tham dự     |
| -- | ------------------ | -- | - | - | - | -- | -- | -- | - | ----------------------- |
| 1  | Hồng Lĩnh Hà Tĩnh  | 3  | 3 | 0 | 0 | 9  | 3  | +6 | 9 | Vòng đấu loại trực tiếp |
| 2  | Thể Công – Viettel | 3  | 2 | 0 | 1 | 6  | 3  | +3 | 6 | Vòng đấu loại trực tiếp |
| 3  | Phù Đổng           | 3  | 1 | 0 | 2 | 7  | 7  | 0  | 3 | Vòng đấu loại trực tiếp |
| 4  | Becamex Bình Dương | 3  | 0 | 0 | 3 | 2  | 11 | −9 | 0 |                         |

| Becamex Bình Dương | 0–4      | Phù Đổng |
| ------------------ | -------- | --- |
|                    | Chi tiết | - Nguyễn Quốc Khánh 10' - Phan Minh Thành 31' - Trần Việt Quốc 61', 76' - Nguyễn Minh Tuấn 84' - Trần Việt Quốc 90+1' |

| Thể Công – Viettel | 0–1      | Hồng Lĩnh Hà Tĩnh                                                                     |
| ------------------ | -------- | ------------------------------------------------------------------------------------- |
|                    | Chi tiết | - Nguyễn Văn Khánh 45+1' - Hoàng Văn Thái 7' - Bùi Ngọc Tài 70' - Nguyễn Hải Long 75' |

| Phù Đổng                                                                                   | 2–3      | Thể Công – Viettel |
| ------------------------------------------------------------------------------------------ | -------- | --- |
| - Nguyễn Minh Nghĩa 44' - Nguyễn Đức Mạnh 57' - Nguyễn Định Cường 65' - Đỗ Tấn Hoàng 90+4' | Chi tiết | - Trần Hồng Kiên 16' - Nguyễn Bá Hoàng Việt 39' - Phùng Quang Danh 67' - Trần Hồng Kiên 73' - Nguyễn Thành Long 81' - Vũ Việt Thắng 90+3' |

| Hồng Lĩnh Hà Tĩnh                                                                         | 4–2      | Becamex Bình Dương                                                                         |
| ----------------------------------------------------------------------------------------- | -------- | ------------------------------------------------------------------------------------------ |
| - Nguyễn Doãn Mạnh 10' - Mai Viết Dũng 31' - Nguyễn Văn Đức 58' 90+1' - Bùi Hải Sơn 90+3' | Chi tiết | - Võ Thanh Phong 42' - Lê Hoàng 45' - Nguyễn Văn Phúc 69' (l.n.) - Nguyễn Ngô Quốc Huy 80' |

| Becamex Bình Dương     | 0–3      | Thể Công – Viettel             |
| ---------------------- | -------- | ------------------------------ |
| - Bùi Thái Anh Tài 42' | Chi tiết | - Trần Hồng Kiên 13', 25', 71' |

| Phù Đổng                                          | 1–4      | Hồng Lĩnh Hà Tĩnh                                                         |
| ------------------------------------------------- | -------- | ------------------------------------------------------------------------- |
| - Nguyễn Minh Tuấn 85' - Nguyễn Hoàng Gia Bảo 86' | Chi tiết | - Nguyễn Hữu Tâm 2', 41' - Nguyễn Quang Lê 15' - Trần Thanh Bình 20', 44' |

### Xếp hạng các đội đứng thứ ba bảng đấu
| VT | Bg | Đội                   | ST | T | H | B | BT | BB | HS | Đ | Giành quyền tham dự     |
| -- | -- | --------------------- | -- | - | - | - | -- | -- | -- | - | ----------------------- |
| 1  | B  | Tây Ninh              | 3  | 1 | 1 | 1 | 6  | 6  | 0  | 4 | Vòng đấu loại trực tiếp |
| 2  | C  | Phù Đổng              | 3  | 1 | 0 | 2 | 7  | 7  | 0  | 3 | Vòng đấu loại trực tiếp |
| 3  | A  | Bà Rịa – Vũng Tàu (H) | 3  | 1 | 0 | 2 | 4  | 6  | −2 | 3 |                         |

## Vòng đấu loại trực tiếp
Trong vòng đấu loại trực tiếp, loạt sút luân lưu được sử dụng để quyết định đội thắng nếu cần thiết. Sẽ không có hiệp phụ sau khi kết thúc 90 phút thi đấu chính thức.

### Sơ đồ
|  | Tứ kết                   | Tứ kết                       |                     |       | Bán kết | Bán kết |  |  | Chung kết | Chung kết |
|  |                          |                              |                     |       |         |         |  |  |           |           |
|  | 19 tháng 7 - Bà Rịa      |                              |                     |       |         |         |  |  |           |           |
|  |                          |                              |                     |       |         |         |  |  |           |           |
|  | PVF (p)                  | 0 (4)                        |                     |       |         |         |  |  |           |           |
|  | PVF (p)                  | 0 (4)                        | 23 tháng 7 - Bà Rịa |       |         |         |  |  |           |           |
|  | Phù Đổng                 | 0 (3)                        |                     |       |         |         |  |  |           |           |
|  | Phù Đổng                 | 0 (3)                        | PVF                 | 0 (3) |         |         |  |  |           |           |
|  | 21 tháng 7 - Bà Rịa      |                              | PVF                 | 0 (3) |         |         |  |  |           |           |
|  |                          | LPBank Hoàng Anh Gia Lai (p) | 0 (4)               |       |         |         |  |  |           |           |
|  | LPBank Hoàng Anh Gia Lai | LPBank Hoàng Anh Gia Lai (p) | 0 (4)               | 5     |         |         |  |  |           |           |
|  | LPBank Hoàng Anh Gia Lai |                              | 27 tháng 7 - Bà Rịa | 5     |         |         |  |  |           |           |
|  | Thể Công – Viettel       | 2                            |                     |       |         |         |  |  |           |           |
|  | Thể Công – Viettel       | 2                            | Thắng bán kết 1     |       |         |         |  |  |           |           |
|  | 19 tháng 7 - Bà Rịa      |                              |                     |       |         |         |  |  |           |           |
|  |                          | Thắng bán kết 2              |                     |       |         |         |  |  |           |           |
|  | Hà Nội                   | 2                            |                     |       |         |         |  |  |           |           |
|  | Hà Nội                   | 2                            | 23 tháng 7 - Bà Rịa |       |         |         |  |  |           |           |
|  | Sông Lam Nghệ An         | 1                            |                     |       |         |         |  |  |           |           |
|  | Sông Lam Nghệ An         | 1                            | Hà Nội              |       |         |         |  |  |           |           |
|  | 21 tháng 7 - Bà Rịa      |                              |                     |       |         |         |  |  |           |           |
|  |                          | Hồng Lĩnh Hà Tĩnh            |                     |       |         |         |  |  |           |           |
|  | Hồng Lĩnh Hà Tĩnh        | 2                            |                     |       |         |         |  |  |           |           |
|  | Hồng Lĩnh Hà Tĩnh        | 2                            |                     |       |         |         |  |  |           |           |
|  | Tây Ninh                 | 0                            |                     |       |         |         |  |  |           |           |
|  | Tây Ninh                 | 0                            |                     |       |         |         |  |  |           |           |

### Tứ kết
| PVF                                                             | 0–0      | Phù Đổng                                                        |
| --------------------------------------------------------------- | -------- | --------------------------------------------------------------- |
|                                                                 | Chi tiết |                                                                 |
| Loạt sút luân lưu                                               |          |                                                                 |
| - Đức Nhật - Dăng Khoa - Trọng Phong - Duy Khang - Bùi Duy Đăng | 4–3      | - Quốc Khánh - Phương Thành - Duy Khánh - Đình Huấn - Việt Quốc |

| Hà Nội                                        | 2–1      | Sông Lam Nghệ An |
| --------------------------------------------- | -------- | ---------------- |
| - Nguyễn Thiện Phú 62' - Nguyễn Việt Long 90' | Chi tiết | Phan Văn Tài 11' |

| Hồng Lĩnh Hà Tĩnh | 2–0 | Tây Ninh |
| ----------------- | --- | -------- |
|                   |     |          |

| LPBank Hoàng Anh Gia Lai | 5–2 | Thể Công – Viettel |
| ------------------------ | --- | ------------------ |
|                          |     |                    |

### Bán kết
| PVF               | 0–0 | LPBank Hoàng Anh Gia Lai |
| ----------------- | --- | ------------------------ |
|                   |     |                          |
| Loạt sút luân lưu |     |                          |
|                   | 3–4 |                          |

| Hà Nội | 2–0 | Hồng Lĩnh Hà Tĩnh |
| ------ | --- | ----------------- |
|        |     |                   |

### Chung kết
| LPBank Hoàng Anh Gia Lai | 0–2      | Hà Nội                                      |
| ------------------------ | -------- | ------------------------------------------- |
|                          | Chi tiết | - Đậu Hồng Phong 56' - Nguyễn Thiên Phú 60' |

## Thống kê

### Vô địch
| Vô địch Giải bóng đá Vô địch U-17 Quốc gia 2024 |
| ----------------------------------------------- |
| Hà Nội Lần thứ 1                                |

### Các giải thưởng
Các giải thưởng dưới đây đã được trao sau khi giải đấu kết thúc:
| Vua phá lưới                        | Cầu thủ xuất sắc nhất   | Thủ môn xuất sắc nhất          | Giải phong cách          |
| ----------------------------------- | ----------------------- | ------------------------------ | ------------------------ |
| Nguyễn Việt Long (Hà Nội)           | Đậu Hồng Phong (Hà Nội) | Nguyễn Văn Thăng Long (Hà Nội) | LPBank Hoàng Anh Gia Lai |
| Đặng Công Anh Kiệt (Hà Nội)         | Đậu Hồng Phong (Hà Nội) | Nguyễn Văn Thăng Long (Hà Nội) | LPBank Hoàng Anh Gia Lai |
| Trần Hồng Kiên (Thể Công – Viettel) | Đậu Hồng Phong (Hà Nội) | Nguyễn Văn Thăng Long (Hà Nội) | LPBank Hoàng Anh Gia Lai |

### Cầu thủ ghi bàn
Đã có 68 bàn thắng ghi được trong 18 trận đấu, trung bình 3.78 bàn thắng mỗi trận đấu (tính đến ngày 16 tháng 7 năm 2024).
4 bàn thắng
- Trần Hồng Kiên (Thể Công – Viettel)

3 bàn thắng
- Cao Hoàng Đạt (Sông Lam Nghệ An)
- Trần Quốc Thái (Sông Lam Nghệ An)
- Nguyễn Việt Long (Hà Nội)

2 bàn thắng
- Hồ Hữu Nhật Sang (Sông Lam Nghệ An)
- Hoàng Trọng Duy Khang (PVF)
- Bùi Duy Đăng (PVF)
- Nguyễn Võ Phú Cường (Đồng Tháp)
- Trần Sơn (Thành phố Hồ Chí Minh)
- Đặng Công Anh Kiệt (Hà Nội)
- Trần Việt Quốc (Phù Đổng)
- Nguyễn Hữu Tâm (Hồng Lĩnh Hà Tĩnh)
- Nguyễn Minh Tuấn (Phù Đổng)
- Trần Thanh Bình (Hồng Lĩnh Hà Tĩnh)

1 bàn thắng
- Phạm Minh Quân (Bà Rịa – Vũng Tàu)
- Phạm Duy Long (Bà Rịa – Vũng Tàu)
- Đậu Quang Hưng (Bà Rịa – Vũng Tàu)
- Trần Tuấn Anh (Bà Rịa – Vũng Tàu)
- Phan Văn Tài (Sông Lam Nghệ An)
- Hà Đức Nguyên (Sông Lam Nghệ An)
- Nguyễn Minh Thủy (Sông Lam Nghệ An)
- Trần Hoàng Khanh (PVF)
- Nguyễn Văn Bách (PVF)
- Lê Sỹ Bách (PVF)
- Nguyễn Tấn Quí (Đồng Tháp)
- Đào Minh Thuận (Thành phố Hồ Chí Minh)
- Nguyễn Minh Quan (Thành phố Hồ Chí Minh)
- Nguyễn Dương Trí (LPBank Hoàng Anh Gia Lai)
- Võ Trần Minh Vũ (LPBank Hoàng Anh Gia Lai)
- Trần Gia Bảo (LPBank Hoàng Anh Gia Lai)
- Trịnh Hoàng Kha (Tây Ninh)
- Nguyễn Lê Trọng Phúc (Tây Ninh)
- Dương Quốc Khánh (Tây Ninh)
- Hà Huy Phúc (Hà Nội)
- Nguyễn Đức Mạnh (Hà Nội)
- Chu Ngọc Nguyễn Lực (Hà Nội)
- Nguyễn Quốc Khánh (Phù Đổng)
- Nguyễn Định Cường (Phù Đổng)
- Nguyễn Đức Mạnh (Phù Đổng)
- Nguyễn Văn Khánh (Hồng Lĩnh Hà Tĩnh)
- Nguyễn Doãn Mạnh (Hồng Lĩnh Hà Tĩnh)
- Mai Viết Dũng (Hồng Lĩnh Hà Tĩnh)
- Nguyễn Văn Đức (Hồng Lĩnh Hà Tĩnh)
- Bùi Hải Sơn (Hồng Lĩnh Hà Tĩnh)
- Nguyễn Bá Hoàng Việt (Thể Công – Viettel)
- Phùng Quang Danh (Thể Công – Viettel)
- Võ Thanh Phong (Becamex Bình Dương)

### Bảng xếp hạng chung cuộc
Theo quy ước thống kê trong bóng đá, các trận đấu được quyết định theo loạt sút luân lưu được tính là trận hòa.